# Josef Ladislav Píč

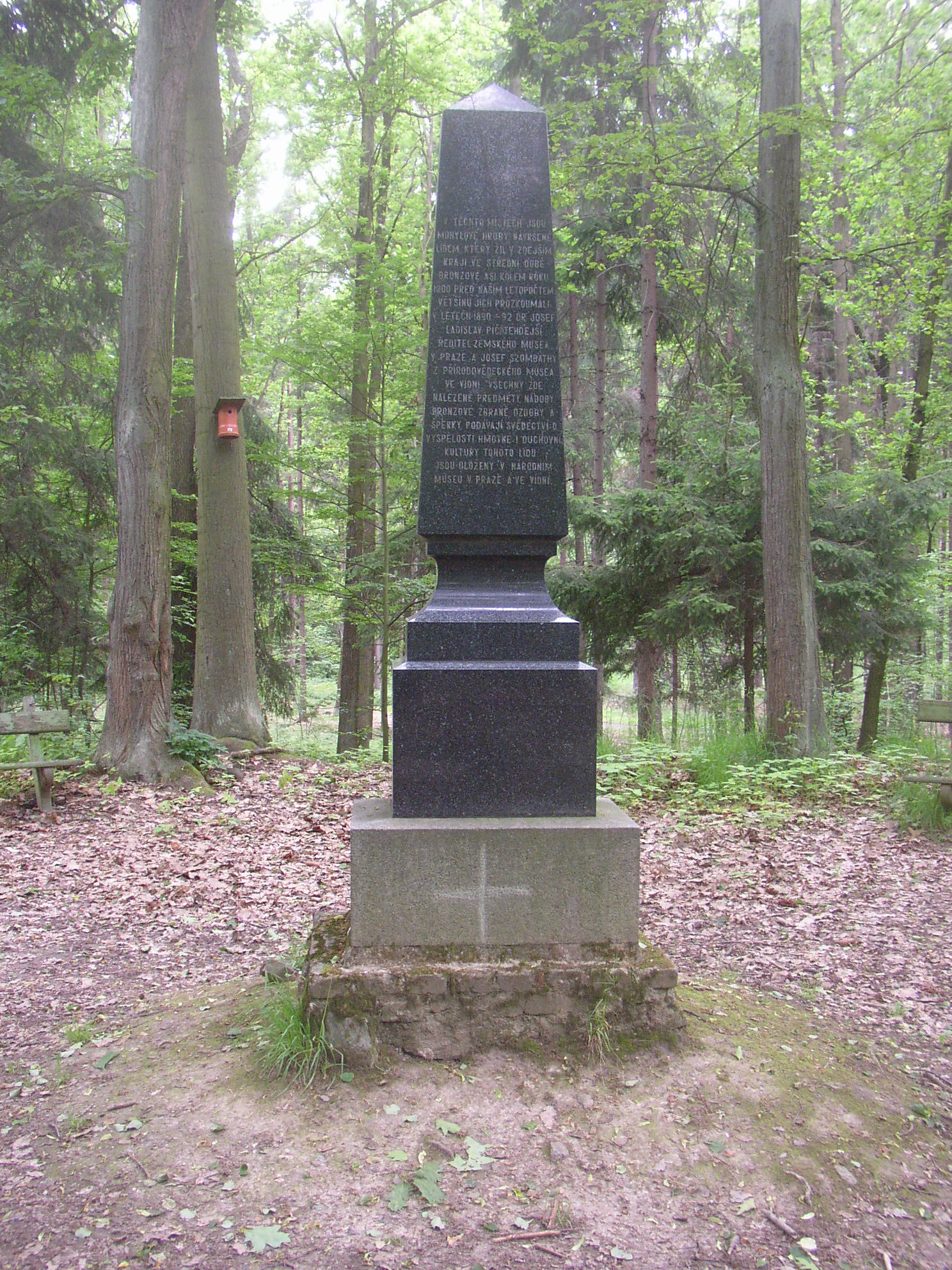
Pomník připomínající archeologický výzkum vedený J. L. Píčem na mohylovém pohřebišti u Velké Dobré

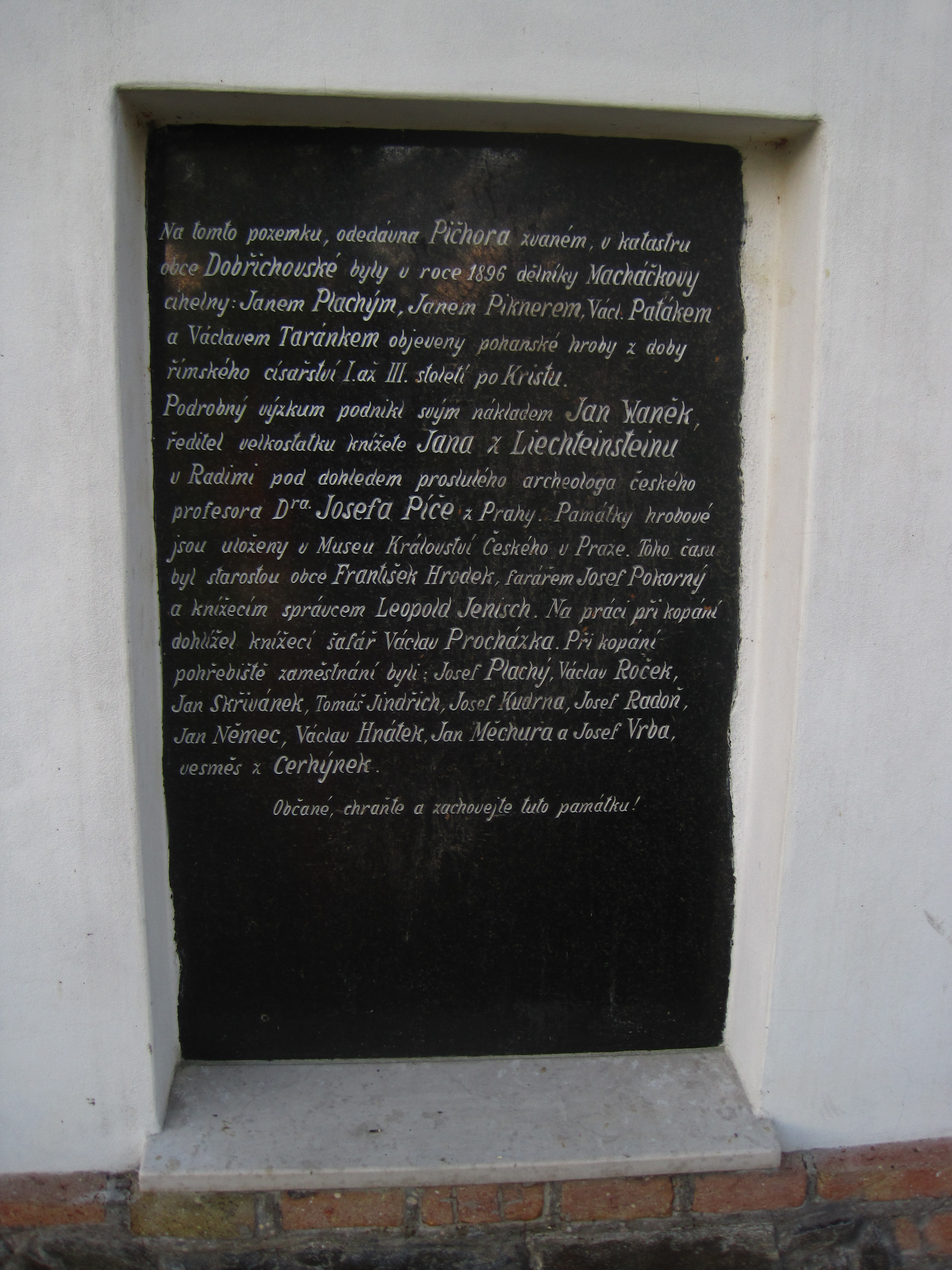
Pamětní deska na pomníku připomínající archeologický výzkum na žárovém pohřebišti starší doby římské na Pičhoře

Josef Ladislav Píč (19. ledna 1847 Mšeno u Mělníka  – 19. prosince 1911 Praha) byl historik, pedagog a muzejník, spoluzakladatel české archeologie. Působil v Komisi pro soupis památek Prahy od jejího vzniku v roce 1883 (1884) a jako její člen spoluvytvářel první systém památkové péče v Čechách.

## Život
Narodil se ve větrném mlýně poblíž Mšena. J. L. Píč absolvoval v letech 1858–1862 gymnázium v České Lípě. Pak vystudoval dějepis a zeměpis na Karlově univerzitě (tehdy Karlo-Ferdinandova univerzita) a stal se na deset let vyučujícím profesorem na gymnáziu v Mladé Boleslavi. Odtud odešel ve školním roce 1871–1872 učit na reálné gymnázium v Praze 1 – Žitné ulici. Původně byl jen kandidátem profesury, dekretem c. a k. školní rady z 19. ledna 1881 byl jmenován středoškolským profesorem. V roce 1883 obhájil docenturu a v roce 1905 získal mimořádnou profesuru rakouských a slovanských dějin na Filozofické fakultě.
Roku 1887 se ujal vedení redakce časopisu Památky archaeologické a místopisné a začal se více orientovat na archeologii. Roku 1887 se postavil do čela Archaeologického sboru musejního a roku 1893 vyhrál konkurs na místo kustoda prehistorické sbírky tehdejšího Musea království Českého, dnešního Národního muzea. Tuto sbírku prakticky vytvořil, utřídil a instaloval v tehdy nové Schulzově budově na Václavském náměstí.
Žil jako osamělý starý mládenec pouze pro vzdělání a vědu. Soustředil kolem sebe skupinu vlastenců s nadšením pro archeologii. Přijal i vlastenecké jméno Ladislav. Tito lidé, nejrůznějších profesí i původu, mu pomáhali provádět archeologické výzkumy, které poskytly základní materiál nových prehistorických fondů (např. Bylany, Dobřichov-Pičhora (podobnost jmen je náhodná) a Dobřichov-Třebická, Platěnice, Stradonice).
Nejvýznamnější publikací J. L. Píče bylo 6 svazků třídílného díla Starožitnosti země České, které byly napsány mezi léty 1899 až 1909. Jednotlivé díly Starožitností byly přeloženy do francouzštiny, němčiny a ruštiny.
J. L. Píč se svou periodizací období, metodikou a interpretací narazil na odpor Lubora Niederleho a Karla Buchtely. Tato diskuse posléze vyústila v kontroverzi mezi školami muzejní a univerzitní, která stála Píče mnoho duševních sil.

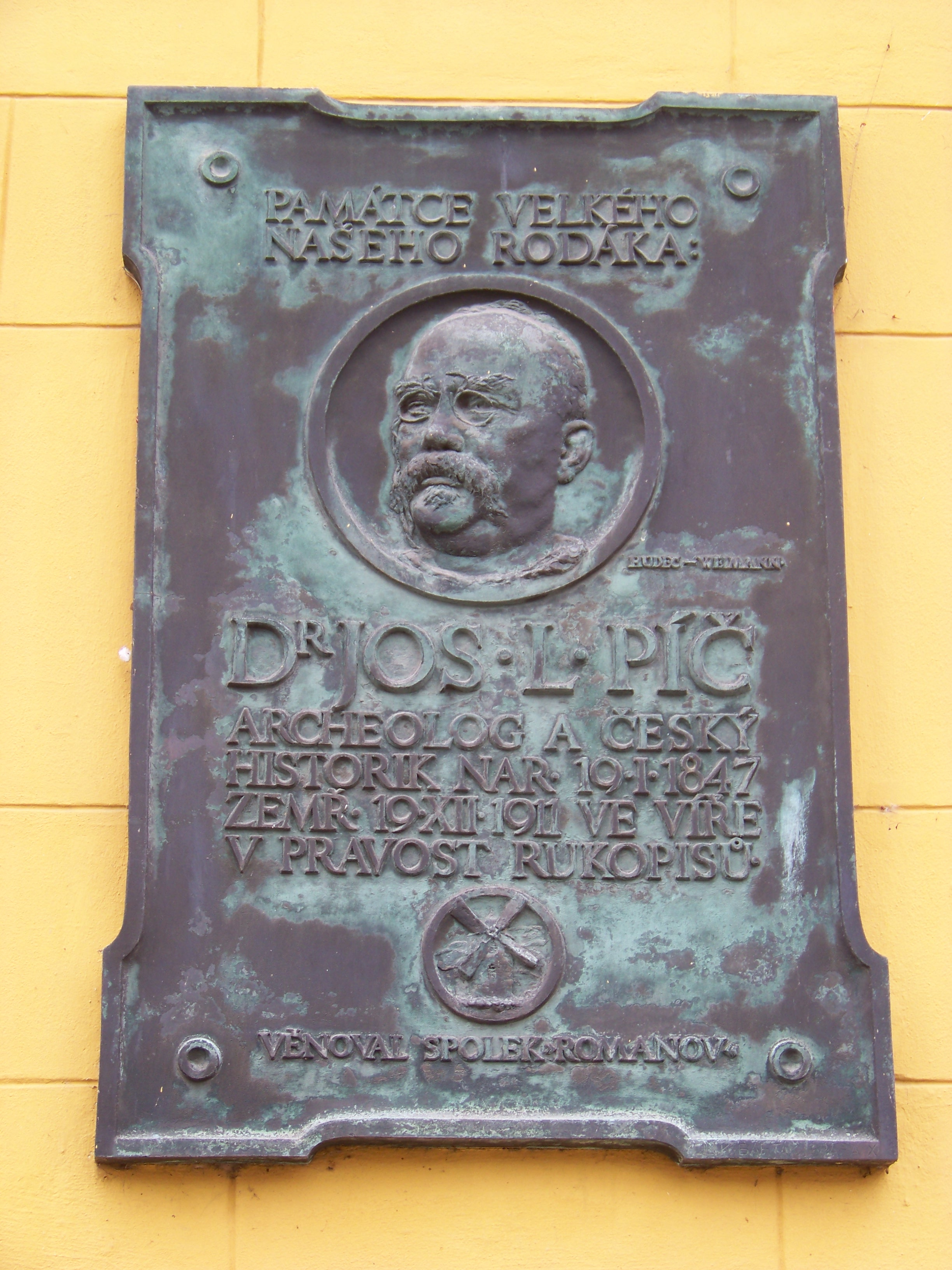
Mšeno, pamětní deska

Další spor, který se mu stal osudným, bylo hájení pravosti Rukopisů královédvorského a zelenohorského. Píč neváhal navštívit s částí Rukopisu královédvorského přední evropské paleografy a vyžádat si od nich posudky. Poté otiskl v Národní politice článek „Rukopis královédvorský před mezinárodním soudem paleografickým skvěle obstál“. O tom, zda rukopis tehdy opravdu obstál, je možno pochybovat. Josef Šusta v roce 1912 napsal: „Není zcela správné, tvrdil-li prof. Píč, že starší, podle jeho mínění ‚objektivní‘ a dnešním nacionalismem ještě nezkažení paleografové němečtí měli o R. K. mínění veskrze příznivé.“ Karel Sklenář v roce 2007 hodnotil posudky jako „zběžné a formální“.
Národní muzeum po návratu Píče obvinilo z porušení předpisů při výpůjčce Rukopisu a dovezené posudky prozatím odložilo. To společně s útoky domácí odborné veřejnosti, nepochopením smyslu jeho úsilí a celkovým vyčerpáním zřejmě vedlo J. L. Píče k tomu, že se rozhodl pro dobrovolný odchod ze života – zastřelil se revolverem ve svém bytě. Přesto však za svého života vytvořil dílo, které ho řadí k velikánům české archeologie.

## Pozůstalost
- Písemné dokumenty a korespondence jsou uloženy v Archivu Národního muzea.
- Soubor středověkých až novověkých archeologických nálezů i osobní předměty včetně obrazů byly v roce 1938–39 převedeny do oddělení historické archeologie Národního muzea.